# 2. Schlesisches Jäger-Bataillon Nr. 6
Das 2. Schlesische Jäger-Bataillon Nr. 6 war ein Infanterieverband der Preußischen Armee.

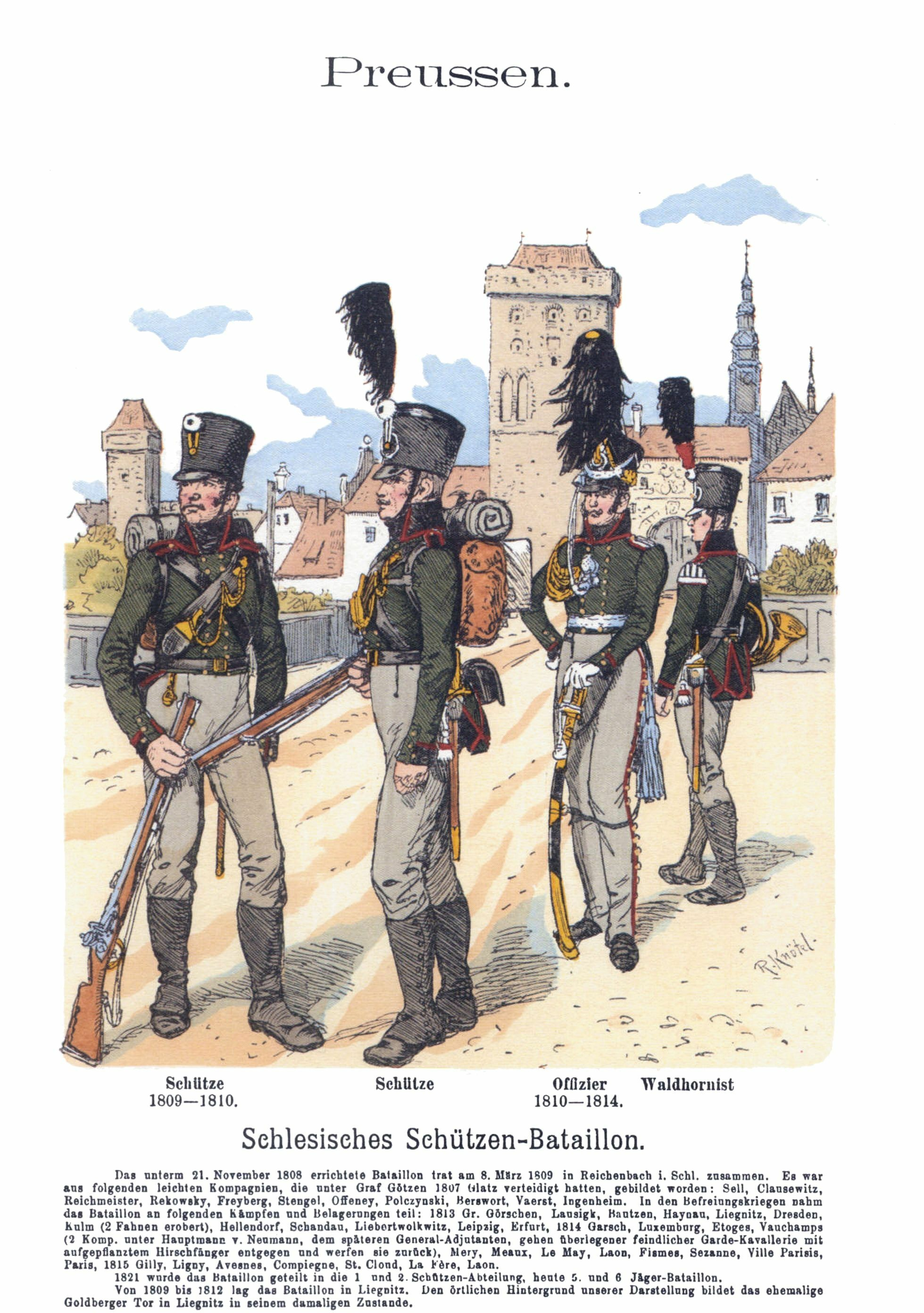

## Geschichte und Formierung
Der Verband wurde am 21. November 1808 (Stiftungstag) durch Allerhöchste Kabinettsordre mit dem Namen Schlesischen Schützen-Bataillon gebildet. Es bestand zunächst aus den vier Kompanien, deren Mannschaften sich aus elf Kompanien der leichten Infanterie – „von Sell“, „von Clausewitz“, „Reichmeister“, „von Rekowsky“, „von Freiburg“, „von Stenzel“, „von Offeney“, „von Polczinsky“, „von Berswordt“, „von Vaerst“, „von Ingenheim“ – rekrutierte. Es handelte sich um Einheiten, die sich bereits im Vierten Koalitionskrieg 1806/07 ausgezeichnet hatten. Der Zusammentritt des Bataillons erfolgte am 8. März 1809 in Reichenbach in Schlesien. Am 14. April 1809 wurde der Generalmajor Ludwig Yorck von Wartenburg zum besonderen Inspekteur dieser Bataillons ernannt.
Nach den Befreiungskriegen führte der Verband vom 5. November 1816 bis zum 12. April 1821 den Namen 1. Schützen-Bataillon (Schlesisches). Im Zuge der Teilung formierte sich anschließend daraus aus der 3. und 4. Kompanie die 2. Schützen-Abteilung (Schlesische). Ab 10. März 1823 entfiel die landsmannschaftliche Bezeichnung und der Verband wurde bis 1832 unter einem gemeinsamen Kommandeur mit der 1. Schützen-Abteilung geführt.
Zum 1. Oktober 1845 erfolgte die Umbenennung der 2. Schützen-Abteilung in 6. Jäger-Abteilung und mit der Aufstellung einer 3. Kompanie am 21. November 1848 die Umbenennung in 6. Jäger-Bataillon. Am 7. Juni 1852 wurde noch eine vierte Kompanie aufgestellt. Im Zuge der Heereserweiterung wurde es am 4. Juli 1860 in 2. Schlesisches Jäger-Bataillon Nr. 6 umbenannt. Aus der 1. Schützen-Abteilung entstand das 1. Schlesisches Jäger-Bataillon Nr. 5
Dem Bataillon wurde im Jahr 1900 eine Versuchs-MG-Abteilung zugeteilt, die 1902 in MG-Abteilung Nr. 8 umbenannt wurde. Im Juli 1900 hatte das Bataillon Mannschaften an die Ostasiatische Jäger-Kompanie abzustellen, die im Rahmen des Ostasiatischen Expeditionskorps an der Niederschlagung des Boxeraufstandes beteiligt war.
Zur Niederschlagung des Aufstandes der Herero und Nama 1904 hatte das Bataillon 2 Offiziere und 40 Oberjäger und Jäger nach Deutsch-Südwest-Afrika abzugeben.
1913 stellt das Bataillon eine MG-Kompanie und eine Radfahr-Kompanie auf. Im selben Jahr schied die MG-Abteilung Nr. 8 aus dem Verbande aus und wurde nach Carlowitz verlegt.
Nach Ende des Ersten Weltkriegs und Rückkehr des Bataillons aus Frankreich in die Garnison Oels am 6. Januar 1919 wurde das Bataillon bis zum 31. Dezember 1920 im Grenzschutz in Schlesien eingesetzt und am 31. Dezember 1920 aufgelöst.

## Garnison / Standorte
| von               | bis                | Standort              |
| ----------------- | ------------------ | --------------------- |
| 9. März 1809      | 15. April 1812     | Liegnitz              |
| 16. April 1812    | 10. März 1813      | Brieg                 |
| 16. Februar 1816  | 18. April 1860     | Breslau               |
| 19. April 1860    | 26. September 1873 | Freiburg in Schlesien |
| 27. September 187 | 31. Dezember 1920  | Oels                  |

## Einsatzgeschichte

### Befreiungskriege 1813/15
Das Bataillon kämpfte während der Befreiungskriege gegen Frankreich und seine Verbündeten. Ab 1813 kam es häufig zu Kämpfen zwischen der böhmisch-preußischen Armee und französischen Truppen, so vom 16. bis 19. Oktober 1813 bei der Völkerschlacht bei Leipzig und am 18. Juni 1815 bei der Schlacht von Waterloo unter Gebhard Leberecht von Blücher.
- 02. Mai 1813 Schlacht bei Großgörschen
- 20. bis 26. Mai 1813 Schlacht bei Bautzen
- 26. Mai 1813 Gefecht bei Haynau
- 26. Mai 1813 Schlacht um Dresden
- 27. August 1813 Schlacht um Dresden
- 30. August 1813 Gefecht bei Peterswalde
- 17. September 1813 Gefecht bei Schauda
- 16. bis 18. Oktober 1813 Schlacht bei Leipzig
- 07. bis 11. Februar 1814 Blockade von Luxemburg
- 14. Februar 1814 Gefecht bei Janvillers
- 28. Februar 1814 Gefecht bei Meaux
- 09. März 1814 Schlacht bei Laon
- 16. Juni 1815 Schlacht bei Ligny
- 17. Juni 1815 Gefecht bei Compiegne
- 18. Juni 1815 Schlacht bei Waterloo
- 02. Juli 1815 Gefecht bei Issy
- 21. Juli 1815 Große Parade in Paris auf dem Boulevard des Italiens
- 16. Februar 1816 Einzug in die Garnison Breslau

### Polnischer Aufstand in der Provinz Posen (1848)
- 22. April 1848 Gefecht bei Adelnau in der Provinz Posen

### Deutscher Krieg
- 3. Juli 1866 Schlacht bei Königgrätz

### Deutsch-Französischer Krieg
Im Deutsch-Französischen Krieg war der Verband der 3. Armee unter Kronprinz Friedrich Wilhelm unterstellt.
- Belagerung von Paris
- 19. bis 23. September 1870 Vorpostengefechte bei Bitry
- 01. März 1871 Große Parade auf dem Longschamps, Einzug in Paris
- 11. Juli 1871 Rückkehr in die Garnison Freiburg

### Erster Weltkrieg
Im Zuge der Mobilmachung stellt das Bataillon Anfang August 1914 das Reserve-Jäger Bataillon Nr. 6 auf.

#### 1914
- 01. August – Mobilmachung
- 04. August – Verladung und Fahrt nach Frankreich
- 10. August – Gefecht bei Flabeuville
- 13. August – Gefecht bei Gomery
- 21. August – Gefecht bei Izel
- 22. August – Schlacht bei Longwy
- 31. August – Kämpfe um die Maas Übergänge bei Stenay
- 01. September – Vormarsch zur Marne
- 07. bis 10. September – Schlacht an der Marne
- 11. bis 13. September – Rückzug von der Marne
- 14. bis 23. September – Ausbildungs- und Ruhephase
- 23. bis 30. September – Kämpfe in den Argonnen
- 01. Oktober bis 31. Dezember – Übergang zum Stellungskrieg, Schanzarbeiten

#### 1915
- 01. Januar bis 31. Dezember – Stellungskrieg im Raum Verdun

#### 1916
- 01. Januar bis 31. Juli – Stellungskrieg im Raum Verdun
- 01. bis 8. August – Verladung und Transport in den Osten
- 08. August bis 31. Dezember – Kämpfe an der Ostfront, Raum Ternopil

#### 1917
- 01. Januar bis 20. April – Kämpfe an der Ostfront, Raum Ternopil
- 21. bis 26. April – Transport in den Westen
- 26. April bis 23. Juli – Kämpfe an der Westfront, Flandern
- 24. bis 25. Juli – Verladung und Transport
- 26. Juli bis 5. Oktober – Kämpfe in der Siegfriedstellung, Raum Vendhuile
- 05. bis 24. Oktober – Schlacht in Flandern
- 26. Oktober bis 18. November – Kämpfe zwischen Maas und Mosel, Raum Thiaucourt
- 19. bis 21. November – Verladung und Transport nach Italien
- 22. November bis 3. Dezember – Gebirgskämpfe in den Venezianischen Alpen
- 5. bis 8. Dezember – Verladung und Transport nach dem Oberelsass
- 08. bis 31. Dezember – Stellungskämpfe im Oberelsass

#### 1918
- 01. Januar bis 16. Februar – Stellungskämpfe im Oberelsass
- 17. bis 28. Februar – Kämpfe in der Siegfriedstellung, Raum Queant
- 01. bis 15. März – Ruhephase
- 16. bis 20. März – Vorbereitung und Aufmarsch zur Großen Schlacht in Frankreich
- 21. März bis 6. April – Große Schlacht in Frankreich
- 07. April bis 29. Mai – Kämpfe zwischen Arras und Albert
- 27. Mai bis 13. Juni – Schlacht bei Soissons und Reims
- 15. bis 17. Juli – Schlacht an der Marne und in der Champagne
- 18. bis 25. Juli – Abwehrschlacht zwischen Soissons und Reims
- 26. Juli bis 7. August – Abwehrschlacht zwischen Marne und Vesle
- 08. August bis 12. September – Stellungskämpfe in Lothringen
- 13. bis 14. September – Kämpfe im Mihiel-Bogen
- 15. September bis 4. Oktober – Stellungskämpfe in der Woëvre-Ebene
- 04. bis 9. Oktober – Abwehrschlacht in der Champagne und an der Maas
- 10. bis 17. Oktober – Kämpfe an der Aisne und Aire
- 18. bis 23. Oktober – Schlacht bei Vouziers
- 24. bis 31. Oktober – Kämpfe an der Aisne und Aire
- 01. bis 4. November – Kämpfe zwischen Aisne und Maas

05. bis 11. November – Kämpfe vor der Antwerpen-Maas-Stellung
- ab 12. November – Räumung des besetzten Gebietes, Rückmarsch in die Garnison

#### 1919/20
- bis 5. Januar – Räumung des besetzten Gebietes, Rückmarsch in die Garnison
- 06. Januar 1919 bis 31. Dezember 1920 – Grenzschutz in Schlesien

## Organisation und Unterstellung
| von                | bis                | Unterstellung                                                                             |
| ------------------ | ------------------ | ----------------------------------------------------------------------------------------- |
| 9. August 1914     | 23. September 1914 | 3. Kavallerie-Division                                                                    |
| 23. September 1914 | 26. September 1914 | 26. Infanterie-Division, XIII. Korps                                                      |
| 27. September 1914 | 3. Oktober 1915    | 33. Infanterie-Division, XVI. Korps                                                       |
| 4. Oktober 1915    | 31. Juli 1916      | 34. Infanterie-Division, XVI. Korps                                                       |
| 5. August 1916     | 2. Januar 1919     | Jäger-Regiment zu Pferde Nr. 6, 101. Reserve-Infanterie-Brigade, 195. Infanterie-Division |

## Bataillonschef/Kommandeure

### Bataillonschef
- 16. Mai 1861 bis 7. Februar 1908 – Herzog Ernst I von Sachsen-Altenburg

### Kommandeure
| Dienstgrad           | Name                                     | Datum                                        |
| -------------------- | ---------------------------------------- | -------------------------------------------- |
| Major/Oberstleutnant | Ludwig Gans zu Putlitz                   | 17. Februar 1809 bis 10. Januar 1810         |
| Major                | Christoph von Crammon                    | 17. Januar 1810 bis 19. Februar 1812         |
| Major/Oberstleutnant | Karl von Streit                          | 21. Februar 1812 bis 17. Dezember 1813       |
| Major                | Ferdinand von Boltenstern                | 18. Dezember 1813 bis 3. Januar 1814         |
| Major                | August von Neumann                       | 04. Februar 1814 bis 9. Oktober 1815         |
| Hauptmann/Major      | Heinrich von Keller                      | 10. Oktober 1815 bis 22. November 1820       |
| Major/Oberstleutnant | Gottlieb von Goszicki                    | 23. November 1820 bis 31. Mai 1832           |
| Major/Oberstleutnant | Wilhelm Freiherr von Fircks              | 01. Juli 1832 bis 22. März 1845              |
| Oberstleutnant       | Richard Freiherr von Fircks              | 22. März 1845 bis 15. März 1853              |
| Oberstleutnant       | Dominikus Baron von Gillern              | 15. März 1853 bis 18. Dezember 1854          |
| Major                | Otto Graf Finck von Finckenstein         | 18. Dezember 1854 bis 23. November 1858      |
| Oberstleutnant       | Adolf von Blankensee                     | 23. November 1858 bis 10. Februar 1863       |
| Oberstleutnant       | Adalbert Graf zu Dohna                   | 10. Februar 1863 bis 30. Oktober 1866        |
| Oberstleutnant       | Otto Freiherr von Boenigk                | 30. Oktober 1866 bis 20. Juli 1870           |
| Major/Oberstleutnant | Timon von Rauchhaupt                     | 20. Juli 1870 bis 2. Juni 1875               |
| Major/Oberstleutnant | Otto Roos                                | 02. Juni 1875 bis 21. Februar 1880           |
| Major/Oberstleutnant | Ludwig von Kusserow                      | 21. Februar 1880 bis 15. Mai 1883            |
| Major/Oberstleutnant | Georg Kirchhof                           | 15. Mai 1883 bis 5. Februar 1887             |
| Major/Oberstleutnant | Wilhelm von Bojanowsky                   | 05. Februar 1887 bis 18. September 1891      |
| Major/Oberstleutnant | Rudolf von Pabst                         | 18. September 1891 bis 17. März 1894         |
| Major/Oberstleutnant | Oskar von Reichenbach                    | 17. März 1894 bis 18. April 1896             |
| Major/Oberstleutnant | Siegfried von Kalckreuth                 | 18. April 1896 bis 30. Juni 1900             |
| Major/Oberstleutnant | Seth von Mühlenfels                      | 30. Juni 1900 bis 15. September 1905         |
| Major/Oberstleutnant | Friedrich von Gontard                    | 15. September 1905 bis 20. Februar 1909      |
| Major/Oberstleutnant | Wolf-Rudolf Freiherr Speck von Sternburg | 20. Februar 1909 bis 19. Juni 1912           |
| Major/Oberstleutnant | Friedrich von Passow                     | 19. Juni 1912 bis 2. August 1914             |
| Major                | Freiherr von Reibnitz                    | 2. August 1914 bis 24. September 1914        |
| Hauptmann            | Stünzner                                 | 24. September 1914 bis 22. Mai 1915 (Führer) |
| Hauptmann            | von Wolff                                | 22. Mai 1915 bis 19. Juni 1915 (Führer)      |
| Hauptmann            | von Rautter                              | 21. Juni 1915 bis 20. August 1915 (Führer)   |
| Major/Oberstleutnant | Maximilian Freiherr von Sinner           | 31. August 1915 bis Ende                     |

## Fahnen und Auszeichnungen
- 27. November 1860 Verleihung einer Fahne mit dem Bande der Kriegsdenkmünze von 1813
- 5. Februar 1872 Anlegung des von Herzog Ernst August von Altenburg gestifteten Fahnenbandes
- 1. Januar 1900 Anlegung des Säkularfahnenbandes
- 28. September 1904 Verleihung einer neuen Fahne

## Ausrüstung
- 1831: Umrüstung der Steinschlösser an den Büchsen auf Perkussionsschlösser
- 1857: Ausrüstung mit dem Zündnadelgewehr
- 1865: Ausrüstung mit dem Zündnadelgewehr M65 mit Stechschloss
- 1875: Ausrüstung mit der Büchse M71
- 1886: Ausrüstung mit dem Magazingewehr M71/84
- 1890: Ausrüstung mit dem Gewehr 88
- 1908: Ausrüstung mit dem Gewehr 98[4]